# Heteropora urupae
Heteropora urupae is een mosdiertjessoort uit de familie van de Heteroporidae. De wetenschappelijke naam van de soort is voor het eerst geldig gepubliceerd in 2009 door Gontar.